# باشگاه ورزشی واشاش
باشگاه ورزشی واشاش (مجاری: Vasas SC) یک باشگاه ورزشی در شهر بوداپست در مجارستان تأسیس ۱۶ مارس ۱۹۱۱ ‌است.

## رشته فوتبال
در رشته فوتبال در لیگ دسته اول فوتبال مجارستان بازی می‌کرد.
افتخارات
- قهرمانی در لیگ دسته اول فوتبال مجارستان: ۱۹۵۷، ۱۹۶۱، ۱۹۶۲، ۱۹۶۵، ۱۹۶۶، ۱۹۷۷
- قهرمانی در جام حذفی فوتبال مجارستان: ۱۹۵۵، ۱۹۷۳، ۱۹۸۱، ۱۹۸۶
- قهرمانی در جام میتروپا: ۱۹۵۶، ۱۹۵۷، ۱۹۶۰، ۱۹۶۲، ۱۹۶۵، ۱۹۷۰، ۱۹۸۳
- نیمه نهایی جام قهرمانی باشگاه‌های اروپا: ۱۹۵۸